# Lex Mamilia de limitibus
La lex Mamilia de limitibus, també anomenada Mamilia finium regundorum o Mamilia agraria o Mamilia de coloniis, va ser una antiga llei romana de les anomenades Agrariae establerta a proposta de Gai Mamili tribú de la plebs l'any 164 aC, quan eren cònsols Tit Manli Torquat i Gneu Octavi.
Determinava principalment que als camps s'havien de deixar uns espais imprescriptibles de cinc o sis peus romans, i per fixar aquestos límits els pretors havien de nomenar tres àrbitres; aquesta llei va donar al seu autor el malnom de Limetà. També tractà sobre les terres de les colònies.